# Léon Michoud
Pour les articles homonymes, voir Michoud.
Léon Michoud, né à Lyon (Rhône, France) le 3 juin 1855, mort à Grenoble (Isère, France) le 4 janvier 1916, était un professeur de droit et un juriste français.

## Biographie

### Jeunesse et études
Appartenant à une vieille famille dauphinoise, Léon Michoud fait sa scolarité à Lyon où son père est négociant. Licencié en droit en 1875, il soutient sa thèse de doctorat intitulée Des Interdits possessoires en droit romain. Des Actions possessoires en droit français devant la faculté de droit de Grenoble. 

### Parcours professionnel
Avocat à la cour d'appel de Lyon, il passe le concours de l'Agrégation de droit en 1882 et intègre la Faculté d'Aix-en-Provence. Successivement chargé du cours de droit international privé et du cours de procédure, il est transféré en 1884 à Grenoble. Il y reprend d'abord l'enseignement du droit international privé avant d'enseigner en remplacement de Paul Lamache le droit administratif en 1886. 
Le 16 décembre 1888 il est nommé titulaire de la chaire de droit administratif. Il s'y distingue, méritant de la part de Maurice Hauriou l'éloge suivant : « Léon Michoud fut l'un de ces personnages, qui durent inventer leur Science, un de ces fondateurs de l'Ecole moderne de droit public qui, eux, n'avaient point été fondés »
En septembre 1902 a lieu à Grenoble le premier Congrès de la houille blanche. Léon Michoud y est orateur avant de devenir l'organisateur du deuxième congrès en 1914 à Lyon et président de la section législative. Cette houille blanche, désignant l'énergie hydroélectrique, sera promise à un bel avenir en France. En 1903, il avait fait partie de la Commission de préparation d'un projet de loi sur les forces hydrauliques, dont il était rapporteur avec son collègue et ami Hauriou.
il fut aussi membre (1889) puis président (1904) de l'Académie Delphinale et correspondant de l'Institut de France au titre de l'Académie des sciences morales et politiques (1914).
Léon Michoud décède à Grenoble le 4 janvier 1916 où il est inhumé au cimetière Saint-Roch.

## Distinctions
- Chevalier de l'ordre du Mérite agricole
- Officier de l'Instruction publique

## Œuvres

### Auteur
- Léon Michoud, Des actes de gouvernement
- Léon Michoud, De la Gestion d'affaires appliquée aux services publics
- Léon Michoud et Albert Geouffre de la Pradelle, La Question finlandaise
- Léon Michoud et Robert Beudant, À propos des projets de réforme de la licence en droit
- Léon Michoud, La Théorie de la personnalité morale et son application au droit français
- Léon Michoud, Étude sur le pouvoir discrétionnaire de l'administration
- Léon Michoud, La jurisprudence administrative sur le dommage direct et matériel et la question des dommages de guerre
- Léon Michoud, Les Conseils de préfecture et la justice administrative
- Léon Michoud, La Personnalité et les droits subjectifs de l'État dans la doctrine française contemporaine
- Léon Michoud, Les Théories sociales et politiques de Mably

### Éditeur scientifique
- Léon Michoud (dir.), Lettres inédites de Hector Berlioz à Thomas Gounet

### Directeur de thèse
- Hector Pétin, Les États-Unis et la doctrine de Monroe